# Wray (Colorado)
Wray ist eine City im nordöstlichen Teil des US-Bundesstaates Colorado. Das U.S. Census Bureau hat bei der Volkszählung 2020 eine Einwohnerzahl von 2.358 ermittelt. Wray liegt rund 250 km östlich von Denver am Republican River – rund 20 km vor den Staatsgrenzen von Kansas und Nebraska. Die Stadt ist Verwaltungssitz von Yuma County. Wray war All American City des Jahres 1993.
Eine lange Kette grasbedeckter Sandhügel erstreckt sich nördlich der Stadt. Felsen, Klippen und Schluchten umgeben sie im Süden. Durch Wasser, das aus dem Ogallala-Aquifer heraufgepumpt und kreisförmig verrieselt wird, kann das fruchtbare Gebiet um Wray landwirtschaftlich genutzt werden. Der sandige Boden nördlich der Stadt eignet sich besonders gut für den Kartoffelanbau. Auf den fruchtbaren Feldern im Süden wachsen Mais, Weizen, Luzerne (Alfalfa), Sonnenblumen und Hirse (Sorghum). Der Maisanbau und das Weideland begünstigen die Rinderzucht und machen die Gegend um Wray zu einem der wichtigsten fleischproduzierenden Gebiete in Colorado.
26 km südöstlich von Wray befindet sich das Beecher Island Battleground Memorial. Hier fand vom 17. bis 26. September 1868 auf einer kleinen Insel im Arickaree Fork des Republican River ein Kampf zwischen Indianern und einem Trupp der US-Kavallerie statt. Dieser Ort wurde am 29. September 1976 in das National Register of Historic Places aufgenommen.